# 按檀不花
按檀不花（蒙古语：Altan-buqa，13世纪？—1323年以后），是元朝皇族，元世祖忽必烈之孙，忙哥剌的儿子，汉文史籍如《元史》中记作按檀不花，波斯语史料《史集》等则记作التون بوقا（Āltūn būqā）。
按檀不花的父亲是忽必烈第三子、安西王忙哥剌，他的兄弟包括阿儿思兰不花、阿难答等。忙哥剌受忽必烈册封安西王，管辖原西夏（唐兀惕）地区，至元十一年（1274年）又获封秦王，同时拥有安西王印与秦王印。至元十五年（1278年）忙哥剌去世后，其家族宗主之位及安西王印、秦王印由阿难答继承，但后来秦王位与秦王印单独由按檀不花继承。官员尚文认为同一王族持有两枚王印不合制度，于是保留阿难答的安西王位与印信，收回按檀不花的秦王印并废除其王傅府。尽管如此，按檀不花的秦王权威仍延续了一段时间：至元二十六年（1289年），“秦王府”仍奉其命令处理事务。但至元二十七年（1290年）统管经济的典藏司被废除后，史书中再无秦王按檀不花的记载，其政治资格被认为至此丧失。
元成宗铁穆耳去世后，阿难答与不鲁罕皇后合谋夺位，却因爱育黎拔力八达（之后的元仁宗）发动政变失败，后被元武宗海山处决。安西王府随之废除，领地划归爱育黎拔力八达，按檀不花及阿难答之子月鲁帖木儿因此失去势力根基。按檀不花、月鲁帖木儿等人曾请求恢复安西王府，遭拒后转而参与颠覆元仁宗-元英宗父子政权的谋划。有观点认为，引发“南坡之变”的陕西行省曾是安西王旧地，其叛乱或与安西王府旧臣有关。至治三年（1323年），南坡之变，对元英宗硕德八剌统治不满的势力密谋暗杀元英宗，主谋包括御史大夫铁失、知枢密院事也先帖木儿、大司农失秃儿等，及诸王按檀不花、孛剌、月鲁帖木儿等。其中，作为忽必烈嫡孙的月鲁帖木儿与按檀不花地位最为显赫。暗杀成功后，因缺乏拥立王族的名分，且按檀不花等人仅以恢复安西王府为目标，最终选择拥立晋王也孙铁木儿为新皇帝。按檀不花与也先帖木儿亲赴晋王领地漠北，表示拥戴之意。
泰定帝也孙铁木儿即位当日，月鲁帖木儿复封安西王，但仅三个月后，泰定帝恐遭操控而清洗暗杀参与者，按檀不花被流放海南岛。此后史料再无其记载，推测不久后去世。

## 世系
- 忽必烈（元世祖，قوبيلاى/Qūbīlāī）
  - 安西王忙哥剌（Mangγala，منگقالا/mangqālā）
    - 阿儿思兰不花（Arslan-buqa，ارسلان بوقا/ārslān būqā）
    - 秦王按檀不花（Altan-buqa，التون بوقا/āltūn būqā）
    - 安西王阿難答（Ananda，اننده/ānande）
      - 安西王月鲁帖木儿（Ürüg Temür，اورگ تیمور/ūrg tīmūr）